# Monaster św. Atanazego Brzeskiego w Brześciu
Monaster św. Atanazego Brzeskiego – prawosławny klasztor męski w Brześciu, w jurysdykcji eparchii brzeskiej i kobryńskiej Egzarchatu Białoruskiego Patriarchatu Moskiewskiego.

## Historia
Około 1900 r. w Arkadii (ówczesnej wsi, obecnie w granicach administracyjnych Brześcia), w domniemanym miejscu męczeńskiej śmierci ihumena Atanazego Filippowicza (kanonizowanego jako Atanazy Brzeski), wzniesiono drewnianą cerkiew ku czci świętego. W czasach rządów Nikity Chruszczowa świątynia została zamknięta dla użytku liturgicznego i uległa dewastacji, mimo to była regularnie odwiedzana przez wiernych. W latach 80. XX w. obiekt został zwrócony prawosławnym i odrestaurowany (nabożeństwa wznowiono w 1988 r.). W 1993 r. cerkiew odwiedził metropolita warszawski i całej Polski Bazyli (zwierzchnik Polskiego Autokefalicznego Kościoła Prawosławnego), a w lipcu 1995 r. – patriarcha moskiewski i całej Rusi Aleksy II, który udzielił błogosławieństwa na otwarcie klasztoru.
Decyzja o utworzeniu monasteru w Arkadii została podjęta 3 lutego 1996 r. przez Święty Synod Egzarchatu Białoruskiego i zatwierdzona 21 lutego tego samego roku przez Święty Synod Rosyjskiego Kościoła Prawosławnego. W 2017 r. w klasztorze przebywało czterech mnichów.
Do monasteru dwa razy do roku przybywają procesje – w uroczystość Świętych Białoruskich (3. niedziela po Pięćdziesiątnicy) i w rocznicę męczeństwa św. Atanazego Brzeskiego (18 września).